# Gmina Cox Creek

Położenie Gminy Cox Creek w hrabstwie Clayton

Gmina Cox Creek (ang. Cox Creek Township) – gmina w USA, w stanie Iowa, w hrabstwie Clayton. Według danych z 2000 roku gmina miała 348 mieszkańców, a jej powierzchnia wynosi 95,28 km².